# Hypena tatorhina
Hypena tatorhina är en fjärilsart som beskrevs av Butler 1879. Hypena tatorhina ingår i släktet Hypena och familjen nattflyn. Inga underarter finns listade i Catalogue of Life.